# Registro Nacional de Lugares Históricos no Condado de Kings (Califórnia)

Condado de Kings destacado no mapa da Califórnia.

Esta é a lista de lugares históricos do Condado de Kings, Califórnia, listados no Registro Nacional de Lugares Históricos.

## Listagem atual
Legenda:
| NRHP | Registro Nacional de Lugares Históricos |
| NHL  | Marco Histórico Nacional                |
| NHLD | Distrito Histórico Nacional             |
| HD   | Distrito Histórico                      |
| NHS  | Local Histórico Nacional                |
| NMEM | Memorial Nacional dos EUA               |
| NMON | Monumento Nacional dos EUA              |
| NHP  | Parque Histórico Nacional dos EUA       |
| NMP  | Parque Nacional Militar dos EUA         |

| [ 1 ] | Nome                         | Imagem | Inclusão                         | Endereço e coordenadas                             | Localidade     | NRIS     | Observações |
| ----- | ---------------------------- | ------ | -------------------------------- | -------------------------------------------------- | -------------- | -------- | ----------- |
| 1     | Biblioteca Hanford Carnegie  |        | 17 de dezembro de 1981 (43 anos) | 8th Street, 109 East 36° 19′ 39″ N, 119° 38′ 39″ O | Hanford        | 81000152 |             |
| 2     | Templo Taoist                |        | 13 de junho de 1972 (52 anos)    | China Alley, 12 36° 19′ 41″ N, 119° 38′ 16″ O      | Hanford        | 72000226 |             |
| 3     | Tribunal do Condado de Kings |        | 21 de setembro de 1978 (46 anos) | 8th Street, 114 West 36° 19′ 40″ N, 119° 38′ 45″ O | Hanford        | 78003063 |             |
| 4     | Witt Site                    |        | 6 de maio de 1971 (53 anos)      | Endereço restrito                                  | Kettleman City | 71000141 |             |